# Domenico Scarlatti
Giuseppe Domenico Scarlatti (Nápoly, 1685. október 26. – Madrid, 1757. július 23.) olasz, barokk zeneszerző. Alessandro Scarlatti, a híres nápolyi operaszerző fia, Bach és Händel mellett a barokk zene egyik legnagyobb alakja. Apja tanításának köszönhetően korán, mindössze tizenhat évesen nápolyi királyi orgonistává nevezték ki. Velencében tanult, majd Rómában apja helyébe lépett mint Mária Kazimira lengyel királyné zenemestere, azt követően 1713-ban a Szent Péter-bazilika maestro di capellá-ja lett. 1719-ben V. János portugál király meghívására a lisszaboni udvarba utazott, ahol a királyi kápolna kórusát és zenekarát vezette, egyben a király gyermekeinek zenemestere is volt. Mária Borbála infánsnőt követve Madridban telepedett le, ahol zeneoktatással, illetve zeneszerzéssel foglalkozott. Hosszas betegség után 1757. július 23-án halt meg a spanyol fővárosban.
Scarlatti számos művet írt, de híressé elsősorban csembalóra írt szonátái révén vált. Általuk Scarlatti olyan technikai újítások gyakorlatát alakította ki, mint például a kézkeresztezés, a teljes klaviatúra kihasználása, az egy hangon történő repetálás, futamok és vakmerő ugrások. Scarlatti jelentős hatással volt a billentyűs zene fejlődésére, különösképpen Spanyolországban és Angliában.

## Pályafutása

### A Scarlatti-család
A Scarlatti-család Itália egyik legrégibb és legnagyobb zenészcsaládja volt, több nemzedéken keresztül igen jelentős muzsikusokat adtak a világnak. Származásuk bizonytalan, a legtávolabbi ismert ős, Domenico nagyapja a szicíliai Trapaniban született, később Palermóba költözött, ott nősült meg 1688-ban. Hat életben maradt gyermeke közül legidősebb fia, Alessandro, Domenico apja emelkedett a legmagasabbra, de testvérei is elismert zenészek, énekesek voltak. Domenico nemzedékéből már kevesebb zenész került ki, rajta kívül csak Pietro nevű bátyja és Giuseppe nevű unokaöccse (rokonsági kapcsolatuk tisztázatlan) foglalkozott hivatásszerűen a zenével. Húgáról, Flaminiáról feljegyezték, hogy nagyon szép hangú, művelt énekesnő volt, de nyilvánosan nem lépett fel, csupán otthoni muzsikálások alkalmával énekelte apja vagy testvérei műveit.

### Gyermekévei és tanulmányai

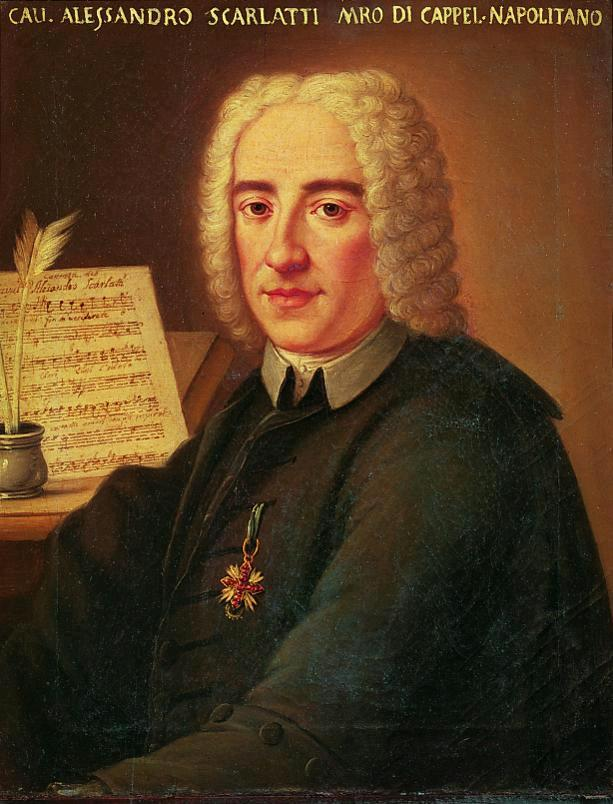
Alessandro Scarlatti

Domenico Scarlatti 1685. október 26-án született Nápolyban. A család nem sokkal korábban telepedett le a városban. Alessandro nápolyi kinevezéséhez emlékezetes botrány fűződött. A helybeli zenészeket nagyon meglepte és érthető módon bántotta, hogy az alkirály a helybeli kitűnő mester, Francesco Provenzale háttérbe szorításával Scarlattit nevezte ki maestro di cappellává. Alessandro húgának, aki elismert színésznő volt a városban, viszonya volt az igazságügyminiszterrel, bátyja ennek köszönhetően kapta meg a kinevezést. Az esetre nem sokkal később fény derült, az alkirály elbocsátotta és kegyvesztetté tette emiatt miniszterét, a színésznőt kiutasította a városból és zárdába száműzte. Alessandro Scarlattit azonban meghagyta hivatalában, ami nagy népszerűségének és elismertségének volt köszönhető.
A Scarlatti család háza a Via di Toledón állt és egész nap muzsikától volt hangos. Domenicót természetesen apja tanította, aki Johann Sebastian Bachhoz és Leopold Mozarthoz hasonlóan saját pedagógiai darabokkal csiszolta fia nem mindennapi tehetségét, s kiváló pedagógiai érzékkel igen nagy súlyt helyezett a régebbi és korabeli mesterek műveinek megismertetésére. Domenico, mielőtt még írni-olvasni tudott volna, már templomi kórusban énekelt. Megtanult csembalón játszani és megtanulta a számozott basszus és az ellenpont alapjait. Részt vett apja házi előadásain is.
A rendszeres tanulás és a zeneileg művelt környezet hamarosan meghozta eredményét: Domenicót tizenhat évesen kinevezték a királyi kápolna orgonistájává. Nagy megtiszteltetés és elismerés volt ez, mivel Nápoly akkoriban nem szűkölködött kitűnő zenészekben. A város zeneiskola-rendszere pedig különösen alkalmas volt sok, nagy tudású muzsikus nevelésére.
Alessandro Scarlatti nem volt megelégedve nápolyi állásával. Eltekintve a helybeli muzsikusok áskálódásaitól, akik nem tudták elfelejteni 1684. évi sérelmüket, maga az alkirály sem úgy bánt Scarlattival, mint udvarának első muzsikusával. Alessandro 1702-ben fiával együtt Firenzébe utazott. Ez az út volt Domenico életének első nagyobb eseménye. A firenzei Medici-udvar művelt légkörében igen sokat tanulhatott. Részt vett apja bemutatásra kerülő műveinek betanításában és segédkezett a III. Cosimo és Ferdinánd herceg születésnapjára rendezett koncerteken. Innen ered zeneszerzői tevékenységének első nyoma is, ugyanis Ferdinánd herceg minden évben Livornóban töltötte a nyarat, ahová ez alkalommal Domenico és apja is követték. Az ifjú itt komponálta Ninfe belle e voi pastori kezdetű, szopránszólóra és continuóra írt kantátáját. Ugyancsak Firenzében ismerkedett meg a kor leghíresebb csembalókészítő mesterével, Bartolomeo Cristoforival, akinek újszerű hangszerei nagy hatással voltak a kezdő zeneszerzőre, így innen eredeztethető a csembaló iránti rajongása. Alessandro firenzei reményei nem teljesültek, ugyanis sem számára, sem pedig fia számára nem sikerült állást nyernie. Nem ismeretes, hogy meddig tartózkodtak Firenzében, csak annyit lehet tudni, hogy Alessandro nem ment vissza Nápolyba, ahol a politikai helyzet ekkor már olyan bizonytalanná vált a spanyol örökösödési háború miatt, hogy a megfontolt és jó gyakorlati érzékkel rendelkező családapa inkább a római Santa Maria Maggiore bazilikában vállalt másodrendű állást. Nem volt túlzott óvatosság részéről, hogy Rómában maradt: hamarosan mindkét zenész fia tanulmányait és jövőjét Észak-Itáliában is biztosította. Domenico azonban még egy időre visszatért Nápolyba, a következő két évben itt kerültek bemutatásra első művei. Természetes volt, hogy az operaszerző Alessandro Scarlatti fia is operákkal mutatkozott be. Az Ottavia Ristituita al Trono (Ottavia visszakerül a trónra) volt az első, majd nem sokkal ezután, 1703. december 19-én került bemutatásra a második, az V. Fülöp huszadik születésnapjára írt Il Giustino. Az előadás szinte az egész Scarlatti-családot megmozgatta: a nagybácsi, Tommaso énekelte az egyik tenor-főszerepet, a nagynéni, Anna Maria férje, Nicola Barbapiccola az impresszáriói teendőket látta el, a fiatal Giuseppe pedig díszlettervezőként és színpadmesterként vett részt a munkában. A következő évben egy régebbi opera átdolgozásán dolgozott: ez alkalommal Carlo Francesco Pollarolo Iréne című operáját készítette elő újabb előadásra.

### Velencei tanulmányok
Az 1705-ös esztendő Alessandro mindkét zenész fia számára jelentős változást hozott. Albani bíboros segítségével a legidősebb fiú, Pietro maestro di cappella lett az urbinói székesegyházban, Domenico pedig Velencébe utazott tanulmányai folytatására. Domenico valószínűleg szívesebben maradt volna Nápolyban, apja azonban minden szülői tekintélyét latba vetve, szinte erőszakkal vette rá fiát a számára később oly tanulságos velencei útra.
Domenico velencei mestere, Francesco Gasparini a Pio Ospedale della Pietà karnagya volt. Itt tanított ebben az időben Antonio Vivaldi is. Az ifjú Scarlatti gyakran járt el a templomban rendezett hangversenyekre, és valószínűleg itt hallotta először Vivaldi hegedűversenyeit, melyek nagy élményt jelentettek számára. Vivaldi művészi hatásának jelei fellelhetők csembalóműveiben is. Velencei tartózkodása alatt legtöbbet mégis Gasparinitől tanult. Csembalójátéka ekkor csiszolódott ki véglegesen: addigra már megszerzett briliáns technikájához most hihetetlen elegancia és mindenekelőtt különlegesen finom ízlés járult, elválaszthatatlan társként. Gasparini mellett dolgozva biztos rutinra tett szert színházi és templomi muzsikában egyaránt. Ebből az időből való kompozíciói nem ismertek, feltételezhető azonban, hogy mesterétől a zeneszerzés terén is sokat tanult. Gasparini ebben az időben írta meg L'Armonico Pratico al Cimbalo című, igen jelentős elméleti-pedagógiai munkáját, mely Domenico számára is nagy jelentőséggel bírt: általa ismerte meg a régi olasz muzsika klasszikus hagyományait.
Domenico Scarlatti velencei tevékenységéről nagyon kevés adat áll rendelkezésre. Az egyetlen részletesebb feljegyzés Charles Burney-től ered, aki erre vonatkozóan az ír származású Thomas Roseingrave csembalóművész elbeszélését örökítette meg érdekes és értékes zenetörténeti munkájában. Roseingrave hosszabb itáliai tanulmányúton volt. „Róma felé utaztában” – írja Burney – „megállapodott Velencében, és mint hírneves külföldi virtuóz, hivatalos volt egy gazdag velencei nemes házában tartandó akadémiára. Ezen a házi koncerten többek között őt is felkérték, hogy üljön a csembalóhoz, s játsszon valamit, egy amolyan igazán virtuóz darabot. És minthogy ujjaimban több erőt és biztonságot éreztem, mint rendesen – mesélte Roseingrave –, igazán kitettem magamért, s a tapsokból ítélve azt képzeltem, hogy játékom mély benyomást tett a társaságra.” Később, egy kantáta után, amit Francesco Gasparini egyik tanítványa adott elő mestere kíséretével, egy feketébe öltözött, fekete parókás komoly fiatalembert kértek fel, hogy játsszon valamit. Mikor a fiatalember, ki Roseingrave játéka alatt a szoba egyik sarkában állt s nyugodtan, figyelmesen hallgatott, most játszani kezdett, Roseingrave-nek úgy tűnt, mintha ezer ördög szabadult volna ki a hangszerből; soha még ilyen futamokat és előadási effektusokat nem hallott. Ez a csembalójáték olyannyira felülmúlta az övét, s a tökéletességnek mindazt a fokát, amelyet valaha is el kívánt érni, hogy elkeseredésében mind a tíz ujját le akarta vágni. Kérdésére, hogy ki ez a nem mindennapi előadóművész, azt a választ kapta: Domenico Scarlatti, a híres Alessandro Scarlatti lovag fia. Roseingrave kétségbeesésében kijelentette, hogy ezek után legalább egy hónapig nem teszi ujjait a billentyűkre. Megismerkedésük után bensőséges barátság alakult ki a két fiatal művész között – annyira, hogy Roseingrave Rómába és Nápolyba is követte Scarlattit, s úgyszólván meg sem vált tőle, amíg – nem sokkal az utrechti béke után – vissza nem utazott hazájába.
Roseingrave egész életében Scarlatti egyik leghívebb barátja maradt, és jóformán egyedül neki köszönhető, hogy Anglia a többi európai országot megelőzte a Scarlatti-művek megismerésében. Feljegyzés tanúskodik arról, hogy Roseingrave, nem sokkal hazatérése után, már 1718-ban műsorra tűzött egy vokális kompozíciót a "híres Domenico Scarlattitól", 1720-ban pedig ő járta ki Scarlatti 1714-ből való Amor d’un ombra e gelosia d’un aura (Egy árnyék szerelme és egy szellő féltékenysége) című operájának Narciso címen való bemutatását a londoni Haymarket Theatre-ben. Az előadást ő maga vezényelte. 1739-ben Roseingrave nyomatta ki Scarlatti zongoraszonátáinak egy tizenkét darabot tartalmazó sorozatát, 1753-ban pedig dublini bemutatkozó előadása szüneteiben Scarlatti csembalódarabjaiból játszott néhányat.
Scarlatti velencei tartózkodásához még egy emlékezetes találkozás fűződik: itt hallotta először Händelt játszani. Händel és Scarlatti közelebbi kapcsolatba csak később, Rómában került.

### Római szolgálatban

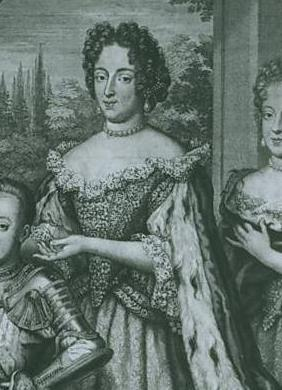
Mária Kazimira lengyel királyné

Velence nem maradt sokáig lakhelye a fiatal Scarlattinak. 1705-ben apja szorgalmazta odautazását, most ismét apja avatkozott bele élete folyásába. Alessandro Scarlatti közben megbarátkozott Rómával, melynek zenei életére rányomta bélyegét a pápai szigor és cenzúra. Scarlatti Ottoboni bíboros palotájában is zenélt, majd később a Rómában élő Mária Kazimira lengyel királyné is alkalmazta. Noha az egyház operaellenes politikájának szigora enyhült, Alessandro Scarlatti mégsem maradt a városban: kedvezőbb állást kapott Nápolyban. Mint maestro di capella, állását a lengyel királyné udvarában fia, Domenico kapta meg, aki új hivatalát 1709. nagyböjtje idején foglalta el. Róma kulturális élete ekkoriban néhány kiemelkedő főúri mecénás köré csoportosult, ilyen volt a lengyel királyné is, aki a korábbi nagy zeneszerető előd, Krisztina svéd királynő által alapított Accademia Arcadia hagyományait vitte tovább. A társaság tagja volt Alessandro Scarlatti mellett Bernardo Pasquini, Giovanni Mario Crescimbeni, Pietro Metastasio, Arcangelo Corelli és még sokan mások. Céljaik között első helyen volt az előző század irodalmi „barbárságának”, dagályosságának kiszorítása, és a természetes „pásztori egyszerűség” megkedveltetése. Az Accademia másik fontos személyisége Pietro Ottoboni bíboros volt, aki számos házi koncertet rendezett, melyeken saját műveit is bemutatták.
Domenico Scarlatti, bár maga nem állt Ottoboni bíboros szolgálatában, római tartózkodása alatt szintén részt vett e híres házi koncerteken, ahol valószínűleg gyakran megcsodálták virtuóz csembalójátékát. A hallottaknál azonban sokkal nagyobb jelentőséggel bírtak számára ott kötött ismeretségei. 1705-ben - még velencei utazása előtt - egy ideig Rómában tartózkodott, s apja valószínűleg már ekkor megismertette vele a bíboros palotájának messze földön híres zeneéletét, és Domenico tanult is egy ideig Pasquininál. 1709-ben, Velencéből visszatérve azonban már keveset tanulhatott a nagy mestertől, mert az a következő évben meghalt. Pasquini tanítása inkább Gasparinin keresztül juthatott el hozzá, mivel Domenico velencei mestere Pasquini legjobb tanítványa volt. Ottoboni bíboros palotájában ismerte meg Arcangelo Corellit is, az olasz hegedű- és concerto-muzsika Antonio Vivaldi mellett legnagyobb alakját, és végül itt ismerkedett meg a nagy kortárssal, Händellel is, az egyetlennel, aki virtuozitásban felvehette vele a versenyt.
Az Ottoboni-palota egyik akadémiáján játszódott le az emlékezetes találkozás. A bíborostól származott e művészi versengés ötlete, melyen két fiatal és nagy hírű művész méri össze erejét. Kimeneteléről számos egymásnak ellentmondó hír maradt fent: egyesek szerint Scarlatti csembalójátéka felülmúlhatatlan volt, Händel viszont orgonajátékban jeleskedett. Händel később is gyakran, nagy megelégedéssel emlegette Scarlattit.
Domenico ekkor Mária Kazimira királyné szolgálatában állt. Mint operakomponista meg sem közelítette apját, sőt, a kor más, kisebb operaszerzőit sem. Szolgálata 1714-ben ért véget, mert a fényes és költséges életmód meghaladta a királyné anyagi erejét, aki így kénytelen volt római udvartartását feloszlatni, és visszatérni szülőhazájába, Franciaországba. Domenico a királyné távozása után sem maradt állás nélkül.
Már 1713 októberében, mikor Paolo Lorenzani, a Szent Péter-bazilika maestro di cappellája meghalt és Tommaso Bai került a helyére, Domenico kapta meg Bai korábbi állását, mint helyettes maestro di cappella. Egy év múlva, Bai halála után a fiatal Domenico Scarlatti lett a bazilika Giulia-kápolnájának első maestro di cappellája. Új, egyházi alkalmaztatása természetesen a komponálás terén is éreztette hatását. Operák helyett most egyházi művek írására kapott megrendeléseket, így már 1714 végén a karácsonyi szertartásokra ő komponálta a szokásos karácsonyi kantátát a pápa részére. A Vatikán archívumában továbbá egy Iste Confessor, két, szigorú a cappella-stílusban írt Miserere és egy tízszólamú, szintén a cappella Stabat Mater tanúskodik Scarlatti vatikáni tevékenységéről. Feltehető, hogy több más egyházi kompozíciója is keletkezett ebben az időszakban, 1714 és 1719 között. Római tartózkodásának utolsó hat esztendejében Scarlatti tevékenysége sokrétűbb, mint addig bármikor. Egyházi művei nem akadályozták, hogy továbbra is operákat komponáljon, ezeket azonban már nem főúri házi színpadok, hanem színházak (operaházak) számára írta. 1715 karneválján került előadásra a híres Teatro Capranicában Ambleto című operája. Domenico utolsó operáját Nicolo Porporával közösen komponálta. A Berenice, Regina d'Egitto (Berenice, Egyiptom királynője) Antonio Salvi szövegére 1718-ban került bemutatásra.

### Lisszaboni munkássága

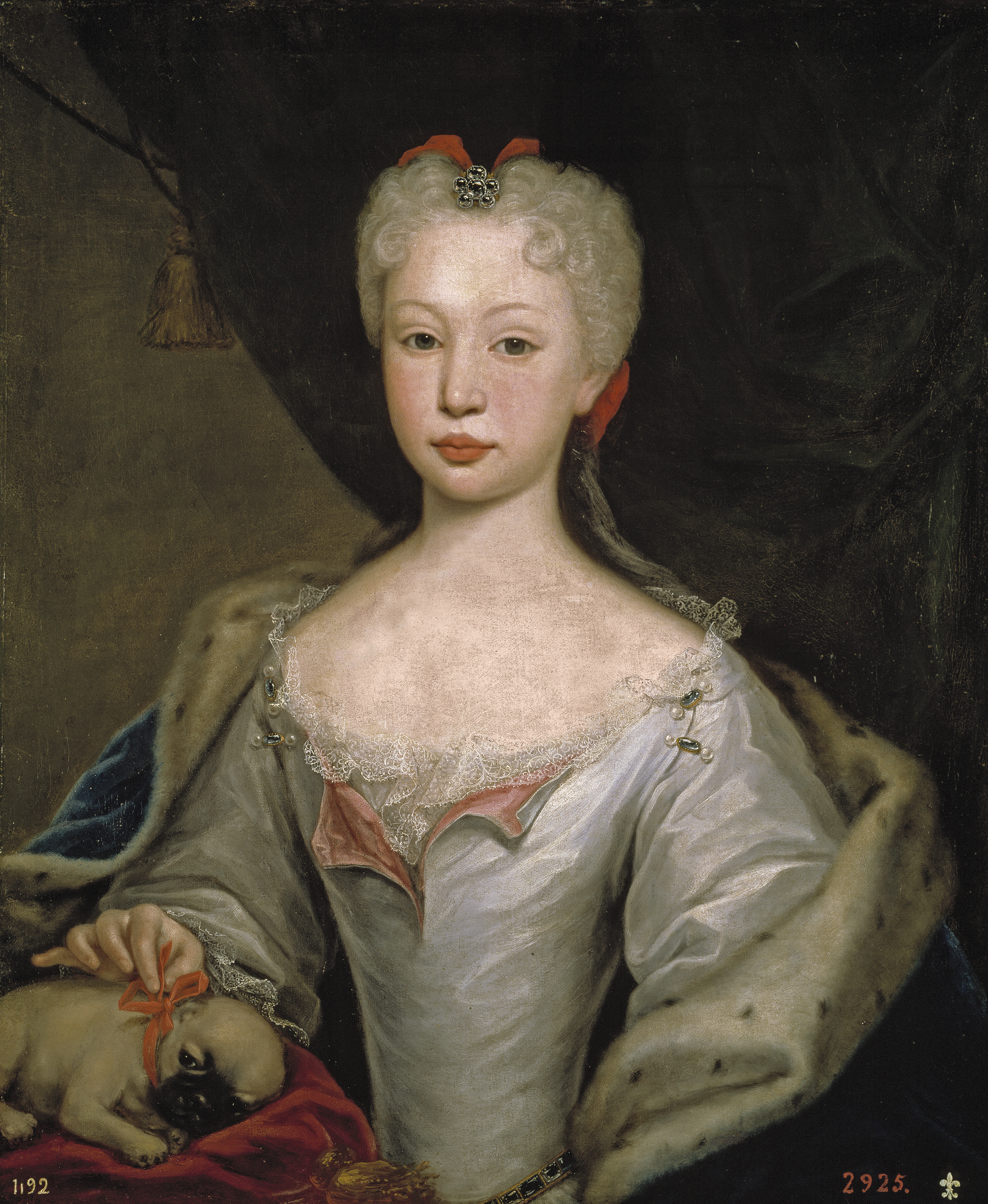
Mária Borbála portugál infánsnő

Domenico Scarlatti utolsó római éveiben a portugál követ, de Fontes márki maestro di cappellájaként is működött. Ebben a minőségben komponálta az 1714. június 6-án előadott Applauso Genetliaco (Születésnapi köszöntő) című ünnepi kantátáját a trónörökös születésének alkalmából. A portugál udvarral való kapcsolata döntő szerepet játszott életében, minden bizonnyal ennek következményeként került 1720-ban Lisszabonba, a királyi udvarba.
1717. január 28-án kelt Nápolyban az az okmány, melyben Alessandro Scarlatti hivatalosan nagykorúnak nyilvánította fiát, s ezzel lemondott atyai jogairól. Domenico ekkor harminckét éves volt: mögötte állt élményekben gazdag gyermekkora, sokévi szorgalmas tanulás, Nápoly, Firenze, Velence és Róma, kora legnagyobb zenészeivel való megismerkedése, színházi és templomi gyakorlat, és birtokában volt már legnagyobb kincse: utánozhatatlan csembalójátéka. Itália már ismerte őt, híre már-már kijutott a nagyvilágba.
1719. szeptember 19-én mondott le római állásáról és indult el Lisszabonba. Nem tudni, pontosan mikor érkezett oda, tény, hogy 1720. szeptember 6-án már szerenádot mutatott be Marianna királyné születésnapján. Valószínűleg útközben Angliába is eljutott, ennek bizonyítéka lehet, hogy 1720. május 30-án Londonban bemutatták Narciso című operáját.
Lisszabon, a nagy kikötőváros minden bizonnyal szülővárosára, Nápolyra emlékeztette Scarlattit. Otthon érezte magát, s ehhez hozzájárulhatott, hogy kenyéradói átlag feletti kulturáltsággal és zenei tehetséggel rendelkeztek. A király, V. János szeszélyes, de finom ízlésű és rendkívül művelt ember volt. Európa egyik legfényűzőbb udvarát tartotta fenn, emellett a zeneművészetet is pártfogolta: hatalmas összegeket költött újabb és újabb vatikáni kóruskönyvek beszerzésére, kiváló énekeseket és zenészeket hívott meg Itáliából és más országokból. A lisszaboni királyi kápolna Európa talán legnagyobb és legmagasabb színvonalú kórusával rendelkezett. Az egyházi zene nagy kultusza az udvarban jórészt a király határtalan vallási fanatizmusából fakadt, V. János szinte megszállottja volt a templomi ceremóniáknak. Domenico Scarlatti mint udvari maestro di cappella elsősorban a királyi kápolna kórusát és zenekarát vezette. Ebben már nagy gyakorlata volt, hiszen nem kisebb helyről jött, mint a római Szent Péter-bazilikából. Kevés fennmaradt kompozíció tanúskodik azonban itteni működéséről, mindössze egy nyolcszólamú Te Deum és egy négyszólamú Te Gloriosus. Feltehető, hogy Scarlatti számos más művet is komponált a királyi kápolna számára, melynek kottái talán az 1755. évi nagy lisszaboni földrengés következtében semmisültek meg. Scarlatti udvari feladatai közé tartozott szerenádok és különböző alkalmi darabok komponálása, továbbá a királyi család két legifjabb tagjának zeneoktatása is. Semmilyen adat nem áll rendelkezésre arról, hogy Portugáliába érkezése előtt foglalkozott-e már tanítással, Itáliai tevékenysége egészen más irányú volt. A csembalótanítás zeneszerzői pályájának legfontosabb inspirálójává vált, mivel elsősorban emiatt foglalkozhatott ismét többet kedvenc hangszerével. Nincs rá adat, hogy mikor kezdett el csembalódarabokat komponálni, de valószínűleg csak Portugáliában tért rá módszeresen. Két tanítványa, Mária Borbála infánsnő és Don Antonio, a király öccse fejlett zenei készséggel rendelkezett. Mária Borbála a későbbiekben is igen fontos szerepet játszott Scarlatti életében: amikor 1729-ben férjhez ment a spanyol trónörököshöz és Madridba költözött, zenemesterét is magával vitte. Scarlatti élete végéig az udvar állandó mestere volt. Mária Borbála és Scarlatti viszonya valószínűleg igen bensőséges volt – gyakran nélkülözte az udvari etikett előírásait. Az infánsnő rendkívüli módon ragaszkodott zenemesteréhez, közbenjárására adományozott V. János Scarlattinak lovagi címet, és már mint spanyol királyné, végrendeletében hatalmas összeget és emlékgyűrűt hagyományozott zenemesterének ezzel az indoklással: „Zenemesteremnek, don Domingo Escarlatinak, ki mindenkor nagy buzgalommal és hűséggel követett engem”. Az örökséget Scarlatti nem kaphatta meg, mivel egy évvel előbb halt meg, mint a királyné. Lisszaboni tartózkodása alatt ismerkedett meg a portugál zene legjelentősebb alakjával, Carlos de Seixasszal.
1724-ben Scarlatti hazalátogatott Itáliába. Épp időben érkezett: együtt lehetett apjával annak utolsó életévében és ott állhatott halálos ágyánál. A nagy operakomponista 1727. október 24-én halt meg, hatvanöt éves korában. Domenico utolsó itáliai látogatása idejére esik házassága is, melyet 1728. május 15-én kötött Rómában. Menyasszonyát, a római származású Maria Catalina Gentilit valószínűleg még 1725-ben jegyezte el. Domenico ekkor már negyvenhárom éves, felesége mindössze tizenhat. Ugyanebben az évben kötötték meg Mária Borbála és a spanyol trónörökös, Fernando asturiai herceg házassági szerződését. Scarlatti ez alkalomra komponálta Festeggio Armonico című szerenádját, amelyet a királyné lakosztályában adtak elő 1728. január 11-én.

### Madridi zenemesterként

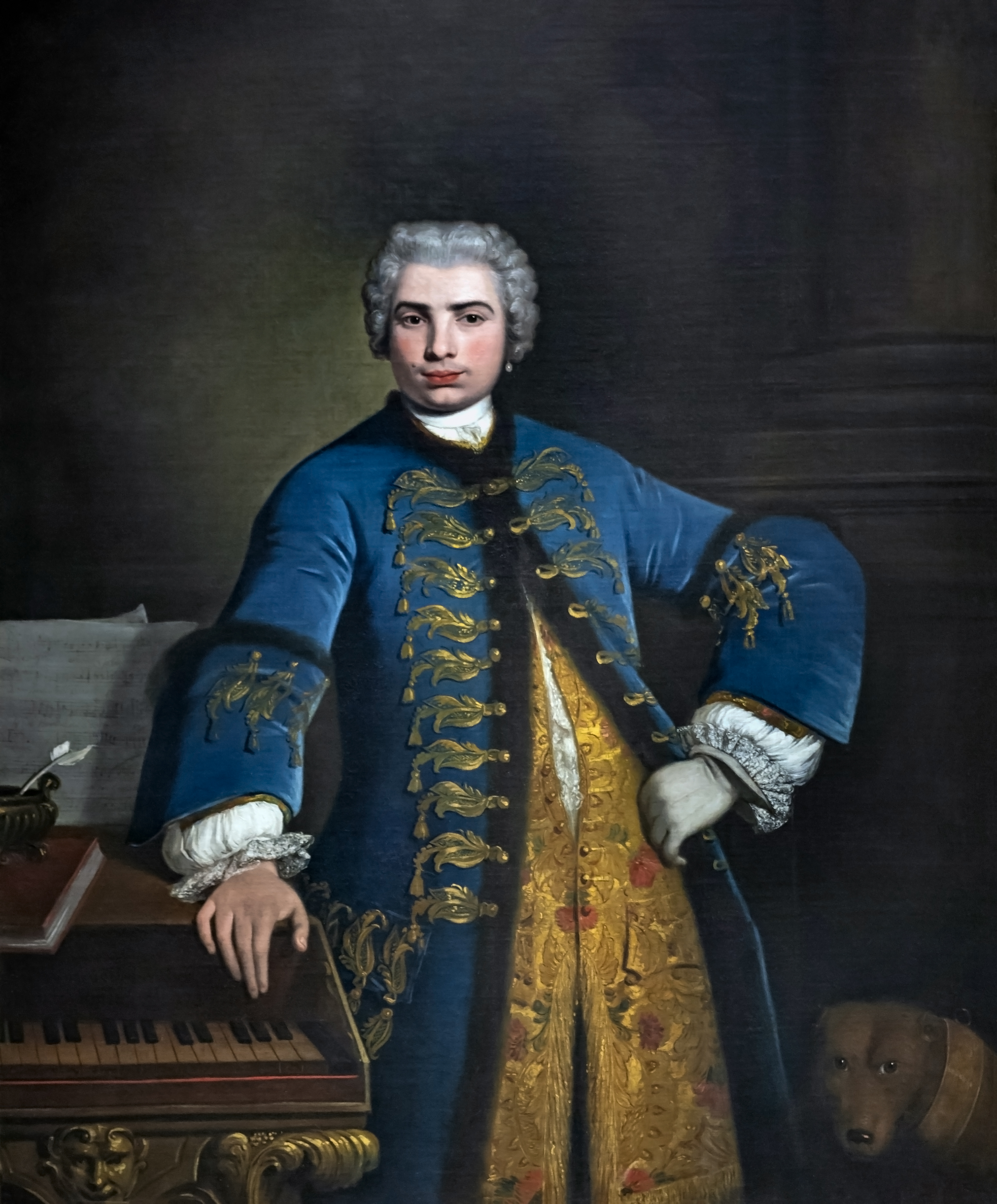
Farinelli

Mária Borbála 1729-ben költözött Madridba, és minden bizonnyal ugyanebben az évben Scarlatti is itt telepedett meg fiatal feleségével. Lakása Madridban volt, azonban nyilvánvalóan követni kényszerült az udvart állandó évi vándorlásában. A spanyol királyi család az évnek csak kis hányadát töltötte Madridban, egyébként híres vidéki kastélyaiban, az Escorialban, Buen Retiróban, San Ildefonsóban, Pardóban vagy Aranjuezben tartózkodott. Scarlatti a spanyol udvarnál már nem volt egyéb, mint Mária Borbála zenemestere. Udvari maestro di cappellát egyáltalában nem alkalmaztak, csupán az Escorial kápolnájában működött karnagy és orgonista. Scarlatti számára ez nagy könnyebbséget jelentett: nem kényszerült annyira szerteágazó tevékenységet folytatni, nem kellett egyházi műveket komponálnia az ünnepekre, alkalmi szerenádokat a születésnapokra, hanem teljes egészében legsajátabb hangszerével és műfajával foglalkozhatott.
Scarlatti a spanyol udvarban tehát szerencsésen mentesült a számára terhes más irányú elfoglaltságoktól; egyházi zenére, vallási alkalmakra éppúgy megvoltak a külön komponisták, mint operamuzsikára. Scarlattin kívül nem egy olasz zeneszerző élt a spanyol udvarban, akik operakomponálással foglalkoztak. A spanyol királyi udvar operaelőadásainak vezető alakja az 1737 óta ott tartózkodó, Európa-hírű kasztrált énekes, Carlo Broschi – művésznevén Farinelli – volt, szinte a királyra gyakorolt befolyása következtében a legfontosabb politikai tényezővé vált, szinte az ő kezében összpontosult a hatalom. Politikai befolyását V. Fülöp halála után sem vesztette el, mert az új királyi pár, VI. Ferdinánd és Mária Borbála ugyanúgy rajongott csodálatos művészetéért, így Farinelli hatalmi helyzete úgyszólván változatlan maradt Ferdinánd utóda, III. Károly trónra jutásáig. Az udvari élet – és vele Scarlatti tevékenysége – alig változott. A nagy és látványos operaelőadásokat és hangversenyeket továbbra is Farinelli rendezte, egyházi muzsikával pedig 1752-től az Escorial orgonistája, Antonio Soler, Scarlatti tanítványa látta el az udvart. Maga Scarlatti tehát ezután is csak csembalódarabjait komponálta – mégpedig gyors egymásutánban, szinte kiapadhatatlanul ontva magából az újabb és újabb ötleteket. Csembalómuzsikájának több mint félezer darabjából egyetlen kéziratos példány sem maradt fenn. Kis hányadát néhány korabeli kiadás őrizte meg, túlnyomó része pedig kéziratos másolatokban maradt fenn.
Még 1738-ban, V. Fülöp uralkodása alatt jelent meg Londonban Scarlatti csembalódarabjainak első nyomtatott kiadása, amelyet volt munkaadójának, V. János portugál királynak ajánlott, hálából a lovagi címért. Scarlatti szonátáinak pontos keletkezési ideje nem ismert. Sem a kiadás, sem pedig a másolás nem tekinthető a kompozíció keletkezési időpontjának, emiatt kronologikus sorba állításuk szinte lehetetlen. Ralph Kirkpatrick, amerikai zenekutató volt az első, aki a rendelkezésére álló adatok alapján ezt megkísérelte, és viszonylag sikeresen meg is oldotta. Sorszámozási rendszere, ha nem is mutatja ki az egyes szonáták keletkezési idejét, a másolás kelte és az egyes kötetek belső sorrendje alapján mégis némi tájékoztatást ad az időrendet illetően. Bár az egyes kötetek keltezése nem adja meg komponálás időpontját, azt teljes bizonyossággal megmutatja, hogy a tartalmazott darabok a másolás időpontjában már megvoltak.
Ma a velencei Biblioteca Marciana őriz tizenöt terjedelmes kéziratos kötetet, minden valószínűség szerint Mária Borbála hagyatékából. Feltehetően Farinelli hozta ezeket Itáliába, hiszen ő örökölte a királyné csaknem valamennyi zenével kapcsolatos vagyontárgyát, elsősorban a kottákat és csembalókat. A kéziratos másolatok az 1752-től 1757-ig terjedő időszakban készültek.

### Utolsó évei

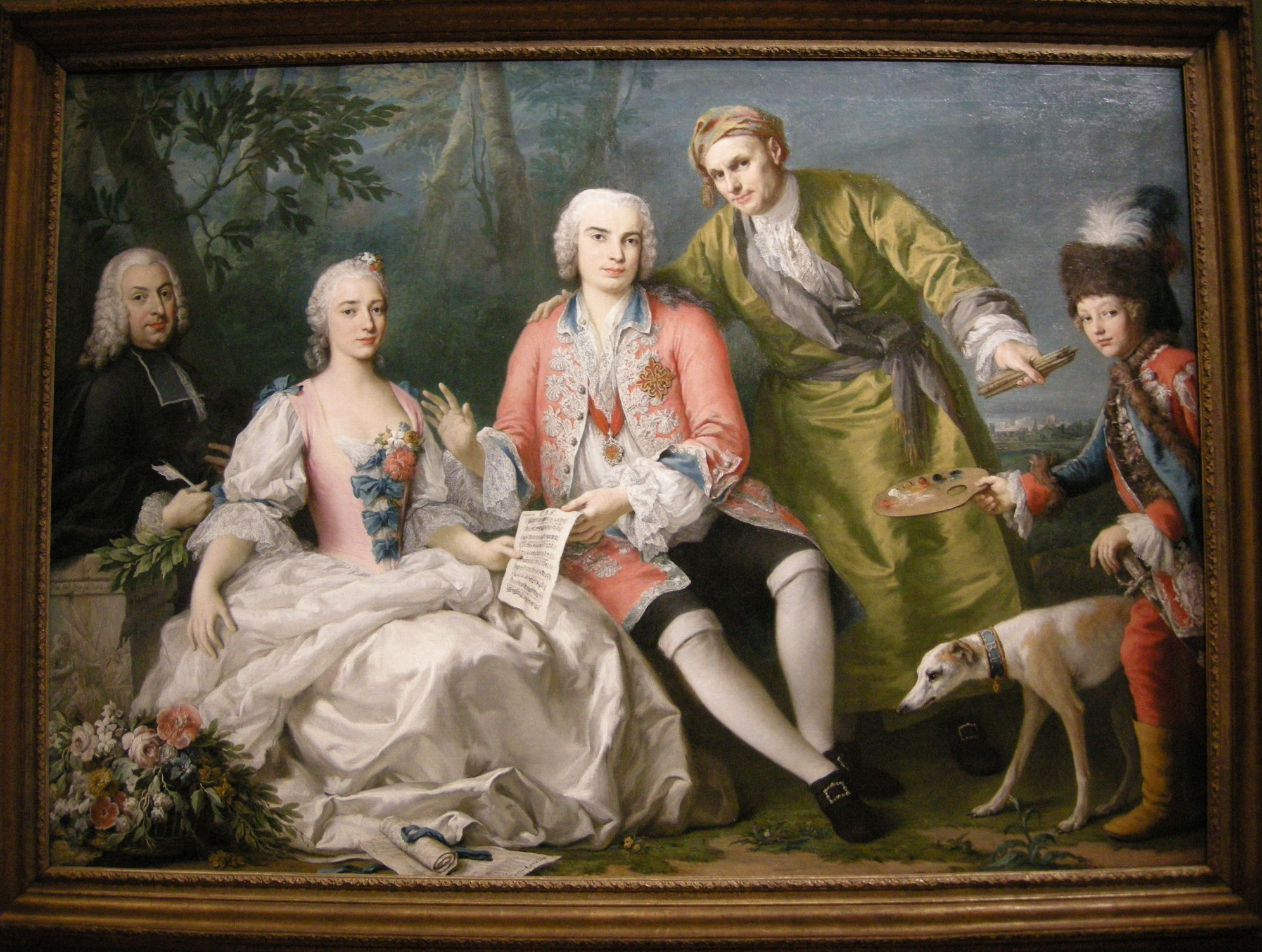
Jacopo Amigoni festménye (bal oldalon Scarlatti)

Scarlatti hatvanhét évesen súlyos beteg lett, és nem tudni, egyáltalán képes volt-e ellátni udvari feladatait. Az idős mestert nagy család vette körül utolsó éveiben. Első felesége, Catalina Gentili 1739-ben meghalt, miután öt gyermeket szült neki. Anyósa velük élt Madridban, nevelte árván maradt unokáit, és a családdal való kapcsolata akkor sem szűnt meg, mikor Domenico 1740 és 1742 között másodszor is megnősült. Második felesége, a cádizi születésű Anastasia Ximenes (vagy Anastasia Maxarti) volt. Ebből a házasságából is született négy gyermek, akiknek a felnevelése bizony nagy gondot okozott volna Scarlatti halála után az egyedül maradt asszonynak, ha a királyi pár nem biztosít a legfiatalabb gyermekeknek külön-külön évi 300 arany kegydíjat.
Sokáig úgy tartották, hogy az idős mester 1754-ben hazautazott Nápolyba, és ott is halt meg. A félreértés forrása szerint egy Scarlatti 1755-ben Nápolyban tartózkodott. Ez a Scarlatti azonban nem Domenico volt, hanem unokaöccse, Giuseppe Scarlatti.
Domenico Scarlatti 1757. július 23-án halt meg madridi házában. Utolsó kompozíciója – érdekes módon – egyházi mű: Salve Regina szopránszólóra és vonószenekarra. A csembaló nagy virtuóza és költője ezzel a művével búcsúzott az élettől, hetvenkét éves korában. A San Norberto-kolostorban temették el. A kolostor ma már nem áll, így Domenico Scarlatti sírjának is nyoma veszett.
Domenico Scarlattiról úgyszólván semmi személyes vonatkozású adat nem maradt fenn. Arcképét felvázolni szinte lehetetlen. Egyetlen portré maradt fenn róla, Alfred Lemoine litográfiája, ám hitelessége kétséges, s még inkább az egy másik fennmaradt képe esetében. Jacopo Arniconi udvari festő 1752-ben festette le a királyi párt udvari környezetben. A kép jobb felső sarkában, egy erkélyen ábrázolta az udvari muzsikusokat: Farinelli kétséget kizáróan felismerhető, de a mellette álló alak, akiben Domenico Scarlatti sejthető, nagyon is más karaktert mutat, mint Lemoine műve. Komoly és tekintélyt parancsoló megjelenéséről és kiváló modoráról Roseingrave és Händel is említést tettek.

## Zenéje és öröksége

### Stílusa
Domenico Scarlatti művészetére egyértelműen apja, Alessandro Scarlatti volt a legnagyobb hatással, aki korának legnagyobb operakomponistája és egyben a nápolyi iskola vezéralakja volt. Domenico, ha maga nem is komponált sikeres operákat, mindenesetre örökölte apjától az operaszerző alapvető attitűdjét, a hatásosságra való törekvést, a közönség egy csapásra való meghódításának törvényét és a virtuozitást. Érdekes ellentmondás Domenico életében, hogy operaszerzőként - annak ellenére, hogy nem ért el nagy sikereket - a közönség elé állt, de csembalóművészként sohasem mutatkozott be a nyilvánosság előtt, pedig ennek köszönhette hírnevét. Apja hatása érződik Domenico csembalóműveinek dallamvilágában is, ám nála sokkal melódiagazdagabb. Ugyancsak apjától tanulta el a da capo-ária technikáját is, és szintén az ő hatásának tudható be, hogy Domenico zenéjében fellelhetők szicíliai és más dél-olasz tánctípusokból átvett motívumok is.
Az olasz zenét tanárain, Pasquinint és Gasparinin keresztül ismerte meg, így példaképei Giovanni Pierluigi da Palestrina és Girolamo Frescobaldi voltak, annál is inkább, mert a kor művészének legfőbb törekvése az volt, hogy olyan műveket tudjon komponálni, mint e nagy elődök. Scarlatti csembalómuzsikájára nagy hatással volt az olasz concerto-zene is, melynek két legnagyobb képviselőjével, Antonio Vivaldival és Arcangelo Corellivel személyesen is találkozott. Vivaldi concertóinak hatása számos szonátájában fellelhető.
Csembalóművészete csak életének második felében bontakozott ki teljességében, fiatal éveiben leginkább operaszerzéssel és egyházi zene írásával foglalkozott. Csembalóművészetében kortársai gyakorolták a legnagyobb hatást Scarlattira (della Ciaja, Greco, Durante, Benedetto Marcello, Zipoli).
1720 után – amikor sikerült apjától végleg függetlenné válnia – kezdett szabadon improvizálni és komponálni billentyűs hangszereken. Az új ibériai környezet kedvezően hatott rá, itt keletkeztek a billentyűs hangszerre írt kétszakaszos, egytételes, szonátának nevezett művek százai. E szonáták a technikai virtuozitás új világát tárták fel. Általuk Scarlatti a hangszerjáték olyan, korában rendkívülinek számító újításainak gyakorlatát alakította ki, mint például a kézkeresztezés, a teljes klaviatúra kihasználása, az egy hangon történő repetálás, futamok és vakmerő ugrások. Scarlatti életében szonátáinak csak egy része jelent meg kiadásban: 1738-ban 30 Essercizi címmel.
Scarlatti stílusára jellemző:
- Témái rendkívül invenciózus kidolgozása, mellyel – megelőzve korát – a klasszikus zene stílusára jellemző formákat és textúrát hozott létre. Szonátáinak felénél felér egy csúcspontra, melyet Ralph Kirkpatrick „lényeg”-nek nevezett, és melyet általában fermátás szünet követ.
- A spanyol népzene befolyása. Scarlatti fríg és más modális hangsorokat is használt, melyek ebben a korban már szokatlannak számítottak az európai műzenében.
- Kedvelte a disszonáns acciaccatúrákat, és műveiben felfedezhetőek különböző hangszerutánzó motívumok is, például a gitáré, vagy trombiták és kürtök hangjára utaló fanfárszerű menetek.

### Szonátáinak jellemzői
Scarlatti csembalószonátái teljesen különálló világot jelentenek, és sokkal kevésbé foglalhatók bele a kor egyéb törekvéseibe, a zenetörténeti és speciálisan műfaji fejlődés egységes folyamába, mint kortársainak – akár Bachnak, akár Händelnek – hasonló művei. Scarlatti zenéje egyedülálló a zene történetében, mert a maga teljes koncepciójában sem elődje nem volt, sem közvetlen utódja. Csak jóval később, a 19. században akadtak követői.
Scarlatti szonátái felépítésük tekintetében nem hasonlítanak sem a barokk, többtételes sonata da chiesa-hoz, sem pedig a bécsi klasszicizmus idején művelt formákhoz. Maga Scarlatti is többféleképpen nevezte kompozícióit. Az első kiadásban (1738) az „essercizi" (gyakorlat) cím tűnik fel, ami arra utal, hogy a szerző szerényebb, kisebb igényű műveknek tartotta műveit, és nem kívánta azokat más, korabeli, összetettebb műfajokba sorolni. E megnevezésen felül gyakran szerepel maga a „szonáta”, majd azzal teljesen azonos értelemben a „toccata” elnevezés. Nemritkán a korabeli szvit címei kerülnek egy-egy darab élére, mint gavotta, minuetto, giga, vagy olyan karaktercímek, mint pastorale, aria, capriccio stb. Mindezek a különböző nevű darabok azonban, csekély számú kivételtől eltekintve, azonos elvű belső felépítést mutatnak. Scarlatti szonátáinak alapvető jellemvonása, hogy egy tételből állnak, ezáltal nem illenek bele a kor szonáta-definíciójába. Zenei karakterük szerint a szonáták túlnyomó többségét életerő, vidámság, fiatalos lendület itatja át. Muzsikája egyszerű, hangzásvilágát a dúr hangnemek dominálják. Témáinak többségét a dúr-terc és -hármashangzat természetes hangzása táplálja. Nagy szerepet játszik műveiben a fanfárok utánzása.
Scarlatti szonátái elszórtan maradtak fenn. Rendszerezésükre három kísérlet történt:
- 1910 előtt Alessandro Longo csoportosította és számozta meg az akkor ismert valamennyi művet;
- az 1950-es években Ralph Kirkpatrick alakított ki egy újabb szisztémát, melyben megpróbálta követni a darabok komponálásának sorrendjét, azonban ez sem lehetett tökéletes, mert a Scarlatti autográfok legtöbbje elveszett;
- 1967-ben Giorgio Pestelli stíluskritikai vizsgálat alapján próbált meg felállítani egy jegyzéket.

A legelterjedtebb a Kirkpatrick-féle (K) rendszer lett.
A fő források a következő kéziratok:
- két egyenként 15 kötetes sorozat, mindkettő ugyanannak a spanyol másolónak a munkája:
  - az egyik jelenleg Parmában, az Arrigo Boito Konzervatórium könyvtárában,
  - a másik Velencében, a Biblioteca Marcianában található;
- későbbi itáliai másolatok, melyeknek
  - egy része Münsterben, a Santini-gyűjteményben,
  - más része Bécsben, a Gesellschaft der Musikfreunde könyvtárában találhatóak (ezek egykor Johannes Brahms tulajdonában voltak).

### Előadásmódja
A 18. századi spanyol és portugál zene díszítéséről kevés információ maradt fenn. Scarlatti díszítés-jelzéseit
- kiskottákra (melyek közül a legtöbbet előkeként lehet leginkább értelmezni),
- trillajelzésekre,
- tisztázatlan jelentésű tremolószerű jelzésekre (ezek esetében egy mordent látszik a legvalószínűbbnek)

korlátozta.
Régi feltételezés, hogy Scarlatti valamennyi szonátáját csembalóra írta. A klavikord valószínűségét azért lehet elvetni, mert nincs rá bizonyíték, hogy Maria Barbara udvarában ilyen hangszer lett volna. Legalább három olyan szonátát ismerünk, melyek orgonára készültek: K 287, 288, 328. Ezen kívül Maria Barbara udvarában voltak - egyszerű kiváltás elve alapján működő - fortepianók.
A csembalók legtöbbjét, melyekre a szonáták íródtak, Spanyolországban készítették, olasz mintára. Maria Barbara csembalói többnyire egymanuálos, ötoktávos, két regiszterrel rendelkező hangszerek voltak, tiszta, világos hangzással.

### Hatása
Domenico Scarlatti, attól kezdve, hogy a spanyol udvarhoz szegődött és rátért csembalódarabjainak komponálására, nem utazott külföldre, így ő maga alig volt propagálója saját művészetének, szinte elzártan élt a spanyol udvarban. Hírét nyomtatásban megjelent művei juttatták el a világ többi részébe. Scarlatti legkorábban Angliában vált ismertté: lelkes híve, Thomas Roseingrave egyetlen alkalmat sem szalasztott el, hogy barátja műveit megismertesse az angol közönséggel. Itt jelent meg első nyomtatott sorozata, az Essercizi per Gravicembalo, itt jelent meg nem sokkal később Roseingrave gyűjteményes Scarlatti-kiadása, továbbá több más, kisebb szonáta-sorozat. Lord Fitzwilliam, a csembaló- és virginálmuzsika gyűjtője szintén sokat tett Scarlatti műveinek angliai elterjedésért. Híre hamarosan Európa többi országába is eljutott; épp Itália volt az, ahol a legkésőbb ismerkedtek meg idegenbe szakadt nagy honfitársuk csembalódarabjaival.
Annak ellenére, hogy számos híres csodálója volt, művészetét mégis kevesen folytatták. Ennek oka, hogy Spanyolország inkább befogadta az európai kultúrát, kisugározni azonban elszigeteltsége matt nem tudta. Scarlattit nem vette körül tanítványok nagy tábora, miként az szokásos volt, például Itáliában. Egyetlen spanyol tanítványa Antonio Soler volt.
Solerhez hasonló más követője nem volt Scarlatti művészetének. Néhány olasz kortársa, utódja sokat tanult ugyan tőle, de többnyire csak zenéjének vagy csembalótechnikájának egy-egy mozzanatát, elemét vették át, sosem teljes koncepcióját. A Scarlatti utáni olasz csembalómuzsika egyetlen kiemelkedő művészt sem tudott fel mutatni, de kisebb mesterek egész serege tört utat a bécsi klasszicizmus idején.
Az igazi Scarlatti-reneszánsz megindítása Beethoven tanítványa, Carl Czerny nevéhez fűződik. Czerny, aki nem annyira mint zeneszerző, hanem mint zenepedagógus (többek között Liszt Ferenc tanára is volt) szerzett magának európai hírnevet, biztos érzékkel fedezte fel Scarlatti szonátáinak értékeit, felismerte e darabok zongoratechnikai jelentőségét és zenei értékét. Az ő szerkesztésében jelent meg Bécsben a Haslinger-kiadónál az első igazán terjedelmes – 200 darabot tartalmazó – Scarlatti-szonátagyűjtemény.
Scarlatti jelentős hatással volt a billentyűs zene fejlődésére, különösen az Ibériai-félszigeten és Angliában. Stílusának nyomait mutatják például Arne és Carlos Seixas billentyűs művei, valamint erős Scarlatti-hatást mutat Antonio Soler zenéje.
Több csembaló- és zongoraművész készített felvételt Scarlatti szonátáiból. Két művész mind az 555 szonátát felvette:
- Scott Ross amerikai csembalóművész 34 CD-ből álló sorozatban, 1984–85-ben,
- Pieter-Jan Belder holland csembalóművész még nem készült el a teljes felvétellel.

Híres csembalisták, akik szintén készítettek felvételeket: Wanda Landowska, Gustav Leonhardt, Ralph Kirkpatrick. Zongoristák közül híres felvételeket készítettek: Vladimir Horowitz, Dinu Lipatti, Mihail Pletnyov, Murray Perahia, Schiff András, Arturo Benedetti Michelangeli, Christian Zacharias, Ivo Pogorelić.

## Művei
- Operák:
  - L’Ottavia Ristituita al Trono – Nápoly, 1703
  - Il Giustino – Nápoly, 1703
  - L’Irene – Nápoly, 1704
  - La Silvia – Róma, 1710
  - Tolomeo et Alessandro, overo La Corona Disprezzata – Róma, 1711
  - L’Orlando, overo La Gelosa Pazzia – Róma, 1711
  - Tetide in Sciro – Róma, 1712
  - Ifigenia in Aulide – Róma, 1712
  - Ifigenia in Tauri – Róma, 1713
  - Amor d’un Ombra e Gelosia d’un Aura – Róma, 1714
  - Narciso, az Amor d’un Ombra e Gelosia d’un Aura átdolgozása – London, 1720
  - Ambleto – Róma, 1715
  - La Dirindina – Lucca, 1715
  - Intermedi Pastorali – Róma, 1715
  - Berenice, Regina di Egitto – Róma, 1718
- Egyéb zenés kompozíciók:
  - La Conversione di Clodoveo Re di Francia (oratórium) – Róma, 1709
  - Applauso Devoto al Nome di Maria Santissima (kantáta) – Róma, 1712
  - Applauso Gentliaco alla Reale Altezza del Signor Infante di Portogallo (kantáta) – Róma, 1714
  - Cantata da recitarsi nel Palazzo Apostolico la Notte dell SS. Natale (kantáta) – Róma, 1714
  - Contessa delle Stagioni (szerenád) – Lisszabon, 1720
  - Cantata Pastorale (szerenád) – Lisszabon, 1720
- Szonáták: Scarlatti 555 szonátát írt, ezek katalogizálását Ralph Kirkpatrick (K-katalógusszám), Giorgio Pestelli (P-katalógusszám) illetve Alessandro Longo végezte el (L-katalógusszám). Scarlatti szonátáinak listája a különböző katalógusszámok szerint rendezve itt olvasható.

## Lejátszható felvételek
| K.27 szonáta Raymond Smullyan előadásában K.531 szonáta Raymond Smullyan előadásában K.377 szonáta Raymond Smullyan előadásában | K.159 szonáta Veronica van der Knaap előadásában K.69 szonáta Ulrich Metzner Knaap előadásában spinéten K.20 szonáta Martha Goldstein előadásában |